# Йоганн Генріх Зульцер
Йоганн Генріх Зульцер (рос. Johann Heinrich Sulzer; 18 вересня 1735, Вінтертур — 14 серпня 1813, Вінтертур) — швейцарський лікар і ентомолог.
Він вивчав медицину в Тюбінгенському університеті, а пізніше почав медичну практику у Вінтертурі. Як лікар він відзначився у своїй роботі з вакцинацією проти віспи. У 1787—1788 роках робив спроби лікувати серцеву недостатність настойкою наперстянки.
У галузі ентомології він був автором:
- Die Kennzeichen der Insekten, nach Anleitung des Königl. Швед. Ritters und Leibarzts Карл Лінней, (…) (1761) — характеристика комах, за рекомендаціями Карла Ліннея .
- Abgekürzte Geschichte der Insecten nach dern Linaeischen System (1776) — скорочена історія комах відповідно до системи Ліннея .[8]